# Ajker Kagoj
Ajker Kagoj (bengali : আজকের কাগজ) était un quotidien en bengali publié à Dacca, au Bangladesh. Le journal a été lancé en 1991 sous la direction de Nayeemul Islam Khan (en). Le journal a créé le journal moderne en langue bengali.  Depuis 1992, Kazi Shahid Ahmed était rédacteur en chef et éditeur jusqu'à ce que le journal annonce sa fermeture en 2007.

## Points saillants de la publication
Dans les années 1980, « Saptahik Khaborer Kagoj », également publié par Kazi Shahid Ahmed, est devenu un hebdomadaire populaire pour sa position ferme en faveur des masses pendant le Mouvement contre l'Autocrate. Peu après la chute de l'autocrate, l'Ajker Kagoj est devenu un quotidien à suivre sur les traces de son prédécesseur. Naimul Islam Khan est nommé premier rédacteur en chef du quotidien Ajker Kagoj. Après son départ, Kazi Shahid Ahmed a lui-même édité le journal de 1992 jusqu'à ce qu'il cesse finalement d'être publié. « Vous êtes un traître », dans Bengali Tui Rajakar a été l'une des bandes dessinées célèbre publié à Ajker Kagoj, élevant la voix contre Ghulam Azam lorsque le gouvernement a tenté de renouveler sa citoyenneté bangladaise. Pendant ce temps, le gouvernement a cessé de financer les annonces publiques du journal.

## Intimidation de la presse
Le 10 juillet 2004, un journaliste d'Ajker Kagoj a reçu des menaces de mort le décrivant, lui et le journal, comme un « ennemi de l'Islam » et l'avertissant qu'il serait « tué dans un mois ». Le 22 août 2004, Kamal Hossain, un autre journaliste du journal, a été assassiné alors qu'il recueillait des données pour un article sur le crime organisé dans la ville de Manikchhari, au sud-est du pays,. Ajker Kagoj a su faire rugir les lecteurs par le style du langage utilisé et sa politique éditoriale. Dans un article publié dans le journal en 1994, l'éducateur et écrivain Syed Manzoorul Islam a déclaré que les raisons suivantes avaient fait que le journal se démarquait de ses contemporains :
- La tendance à rompre avec la tradition
- La composition de ses rapports, pages, colonnes
- Sa jeunesse - ceux qui s'étaient rendus dans ses bureaux au cours de ses premières années d'existence savaient à quel point elle s'était appuyée sur la force de ses jeunes reporters.
- Sa diffusion de deux pages, où l'on trouvait des rapports sur des questions politiques, sociales, économiques et autres.
- Son engagement direct avec les notions et les idéologies des différentes couches de la société.
- Donner une définition spécifique aux colonnes des journaux

La série de dessins animés Tui Razakar publiée par Ajker Kagoj a permis de démasquer les quartiers fondamentalistes du Bangladesh parmi des milliers de jeunes au début des années 1990. Le journal s'est surtout élevé contre les efforts répétés du gouvernement du Parti nationaliste bangladais (BNP) pour réintégrer Ghulam Azam comme citoyen du pays. Le journal a prouvé son engagement à ne pas faire de compromis en tant que force pro-libération pendant les périodes les plus difficiles du pays.

## Fermeture
Ajker Kagoj a été fermé le 20 septembre 2007 en raison de difficultés financières persistantes. Dans une déclaration, le rédacteur en chef Kazi Sahed Ahmad a annoncé que les 225 journalistes et autres employés du journal recevraient leur salaire et leurs arriérés, qui ont été maintenus par la suite.